# S-VHS

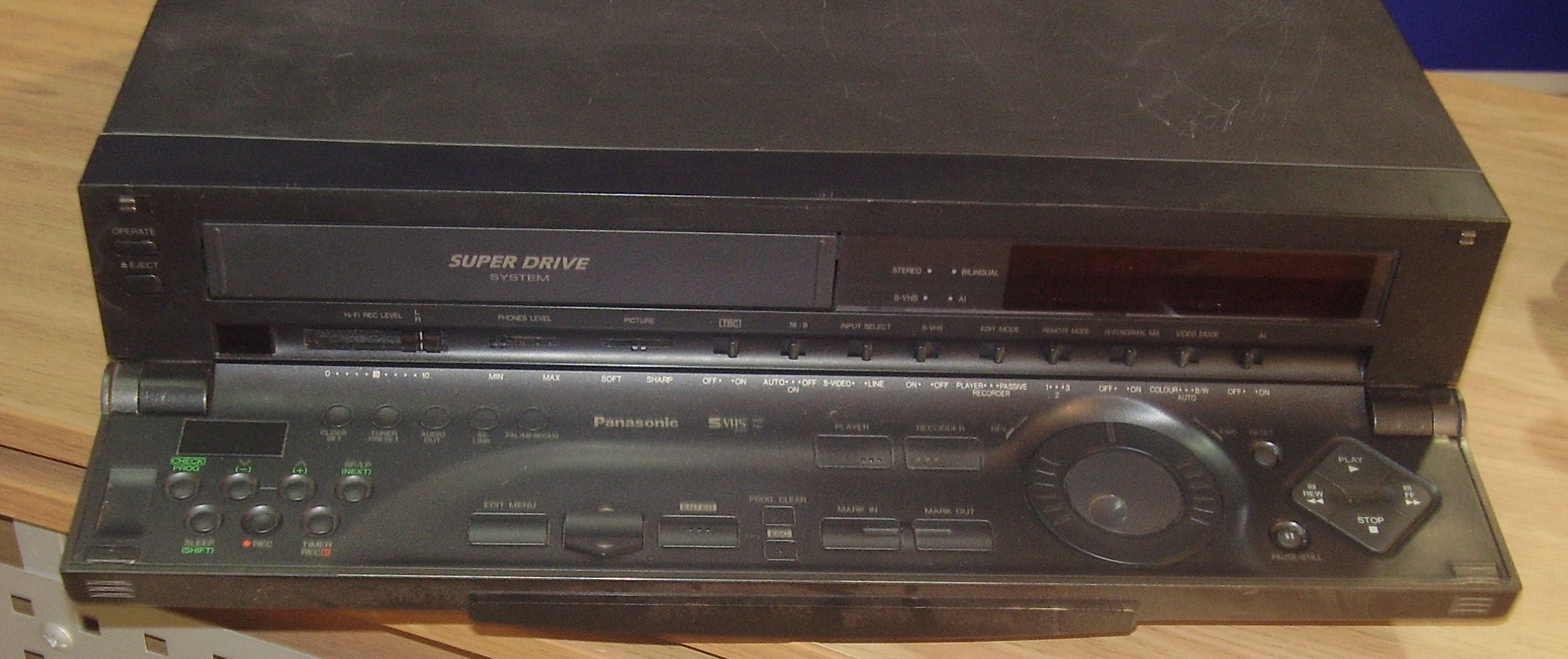
Een Panasonic SVHS recorder

S-VHS (Super-VHS) is een verbeterde versie van de opname- en afspeelstandaard VHS voor videorecorders. S-VHS werd in 1987 geïntroduceerd in Japan.
De standaard heeft een hogere horizontale resolutie dan standaard VHS, namelijk 400 in plaats van 240 pixels per beeldlijn. Dit is mogelijk door het kleur- en helderheidsignaal gescheiden aan te bieden aan bijvoorbeeld een televisie. Hierdoor kan een circuit dat het helderheids- en het kleursignaal samenvoegt tot een composietvideosignaal zowel in de videorecorder als de televisie vervallen. Hierdoor treedt er minder signaalverlies op in de signaaloverdracht, met als gevolg een scherper beeld. Een compacte variant van S-VHS is S-rVHS-C.